# Węgry na Zimowych Igrzyskach Olimpijskich 1924
Węgry na Zimowych Igrzyskach Olimpijskich 1924 w Chamonix reprezentowało 4 zawodników, wyłącznie mężczyzn. Najmłodszym olimpijczykiem był Béla Szepes (20 lat 151 dni), a najstarszym István Déván (33 lata 89 dni).
Był to pierwszy start reprezentacji Węgier na zimowych igrzyskach olimpijskich.

## Biegi narciarskie
| Konkurencja             | Zawodnik      | Wynik      | Miejsce |
| ----------------------- | ------------- | ---------- | ------- |
| 18 km stylem klasycznym | István Déván  | 1-50:20,80 | 31.     |
| 18 km stylem klasycznym | Béla Szepes   | AC         | DNF     |
| 50 km stylem klasycznym | Ferenc Németh | 6-16:32,00 | 20.     |

## Kombinacja norweska
| Konkurencja          | Zawodnik      | Skoki  | Skoki   | Skoki  | Skoki   | Bieg    | Bieg    | Klasyfikacja końcowa |
| Konkurencja          | Zawodnik      | Skok 1 | Skok 1  | Skok 2 | Skok 2  | Wynik   | Miejsce | Klasyfikacja końcowa |
| Konkurencja          | Zawodnik      | Wynik  | Miejsce | Wynik  | Miejsce | Wynik   | Miejsce | Klasyfikacja końcowa |
| -------------------- | ------------- | ------ | ------- | ------ | ------- | ------- | ------- | -------------------- |
| Konkurs indywidualny | Aladár Háberl | 33,0 m | 21.     | 20,0 m | 22.     | AC      | DNF     | DNF                  |
| Konkurs indywidualny | István Déván  | -      | AC      | -      | AC      | 1-50:20 | 24.     | DNF                  |
| Konkurs indywidualny | Béla Szepes   | 35,5 m | 10.     | upadek | 23..    | AC      | DNF     | DNF                  |